# Europees kampioenschap schaatsen 1914
Het Europese kampioenschap allround in 1914 werd van 8 tot 9 februari 1914 verreden op de Halensee in Berlijn.
De titelverdediger was de Rus Vasili Ippolitov, de Europees kampioen van 1913 gewonnen in het Joesoepovski Park in Sint-Petersburg De Noor Oscar Mathisen werd voor de derde keer kampioen, hij was de eerste man die dit presteerde.

## Klassement
| #      | Naam             | Land              | punten | 500m     | 5000m         | 1500m      | 10.000m     |
| ------ | ---------------- | ----------------- | ------ | -------- | ------------- | ---------- | ----------- |
| Goud   | Oscar Mathisen   | Noorwegen         | 5      | 45,6 (1) | 9.18,0 (1)    | 2.31,8 (1) | 19.08,6 (2) |
| Zilver | Vasili Ippolitov | Rusland           | 9      | 48,0 (3) | 9.33,3 (2)    | 2.40,0 (3) | 19.02,8 (1) |
| Brons  | Bjarne Frang     | Noorwegen         | 12     | 46,2 (2) | 9.58,4 (4)    | 2.37,5 (2) | 20.48,2 (4) |
| 4      | Kristian Strøm   | Noorwegen         | 14     | 49,3 (4) | 9.41,1 (3)    | 2.42,8 (4) | 20.06,4 (3) |
| 5      | Henri Kretzer    | Duitse Keizerrijk | 20     | 50,8 (5) | 10.29,6 * (5) | 2.57,0 (5) | 22.08,7 (5) |
| NF2    | Max Kniel        | Zwitserland       |        | 54,0 (6) | NF            | 3.03,7 (6) |             |
| NS2    | Nils Molander    | Zweden            |        | 54,2 (7) | NS            |            |             |

* = met val
NC = niet gekwalificeerd
NF = niet gefinisht
NS = niet gestart
DQ = gediskwalificeerd